# BTR-4
El BTR-4 «Bucéfalo» (en ucraniano: БТР-4 «Буцефал», romanizado: Butsefal, abreviación de Бронетранспортер, Bronetransporter, «transportador blindado») es un vehículo de combate anfibio de ruedas 8x8, utilizado para el transporte blindado de personal, fabricado por la firma ucraniana SOE Kharkiyv Morozov Bureau of Desing, con base en la ciudad de Járkov, y está altamente basado en los componentes exteriores del blindado soviético BTR-80, con el que se asemeja en su apariencia exterior.
Es destinado generalmente para transportar al personal de las unidades de infantería mecanizada y para proporcionar apoyo de fuego en combate. Este TPB tiene como misión equipar a las unidades militares para que sean capaces de llevar a cabo acciones de combate en condiciones diversas, incluyendo en ambientes ABQ. El TPB BTR-4 es un vehículo fundamental para equipar a las fuerzas de reacción rápida y a la infantería de marina del nuevo Ejército de Irak.[cita requerida]
El TPB puede ejecutar misiones tanto de día como de noche, en diferentes condiciones climáticas; y en las carreteras pavimentadas y a campo traviesa. El rango de operación del blindado en cuanto a su temperatura climática de operación es desde los -40 hasta los +55 °C. Se espera que en su servicio en Irak sea utilizado para la vigilancia de entornos urbanos.
Entró en acción durante la Guerra del Dombás , antes de ser utilizado en la liberación la localidad de Jourf al-Nasr en manos deEstado Islámico y la invasión rusa de Ucrania.

## Descripción
El BTR-4 está dividido en tres compartimientos que son:
- El compartimiento delantero (compartimiento del conductor y el comandante del vehículo).
- El compartimiento medio (compartimiento de unidad de alimentación de munición y entradas laterales del personal).
- El compartimiento trasero (base de la torreta, motorización y del compartimiento de tropas).

Este diseño hace posible su rediseño y cambios posteriores ya en combate, y los compartimentos de tropas son ideales para el montaje de módulos que permiten el cambiarlo a diversas aplicaciones sin tener que cambiar el diseño del motor y la transmisión.

## Variantes

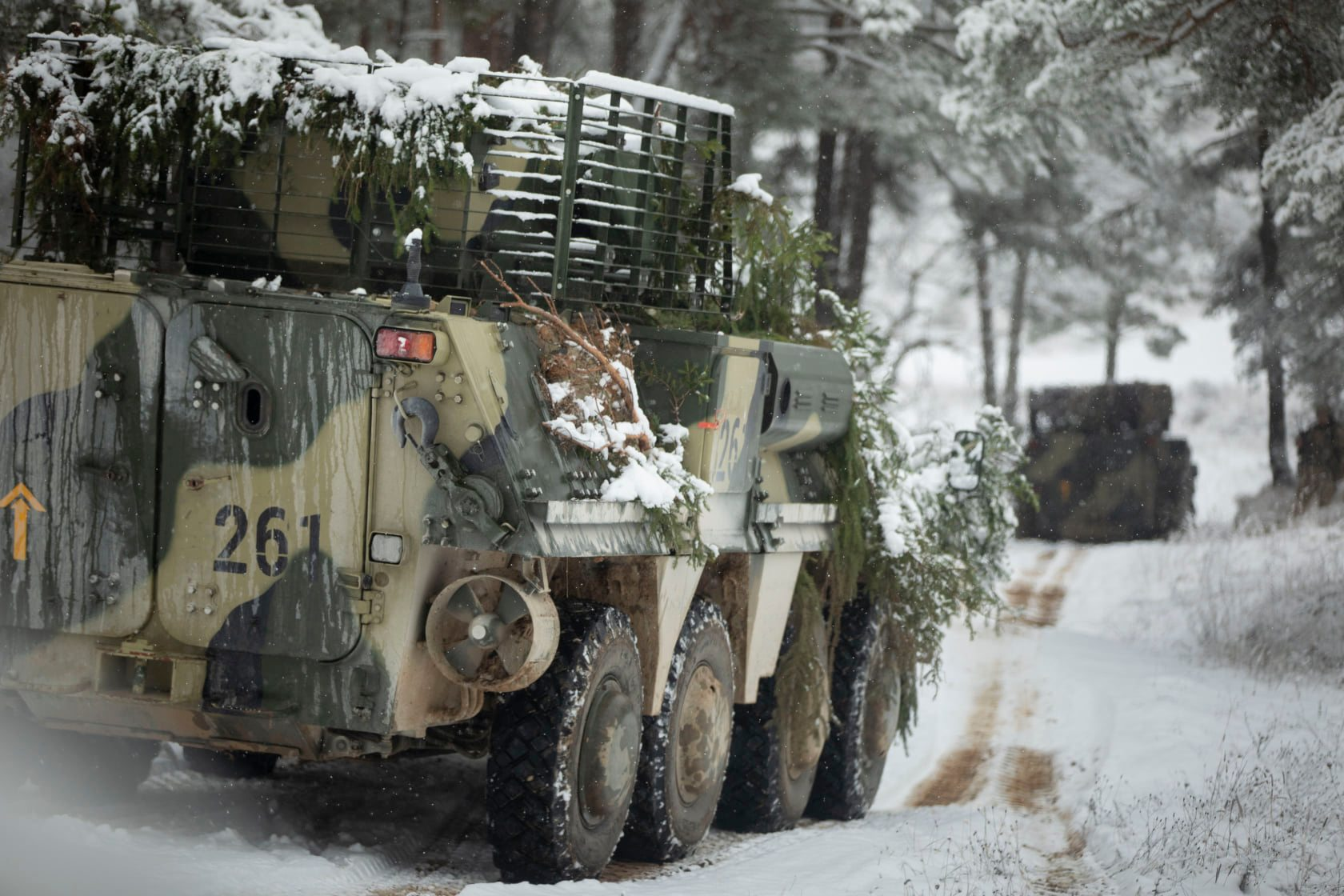
BTR-4 92 brigadas en ejercicios Combined Resolve 16

La capacidad de carga del chasis del TPB le permite no sólo desarrollar diferentes versiones de vehículos y otros labores acordes al perfil del vehículo, sino también instalar kits de modificación como la adición de blindaje reactivo, sistemas de protección frente al fuego de armas automáticas de pequeño calibre y el impacto de esquirlas de proyectiles y explosivos improvisados. Del BTR-4 se han desarrollado los siguientes vehículos:
- BTR-4K vehículo de comando.
- BRM-4K  vehículo de reconocimiento y combate.
- BRM-4KR vehículo de reparación y recuperación de blindados.
- MOP-4K vehículo de bomberos y de apoyo.
- BTR-4KSh vehículo de mando y de transporte de personal.
- BSEM-4K vehículo de reparación y recuperación de blindados.
- BTR-4SAN vehículo de sanidad y ambulancia.

## Usuarios

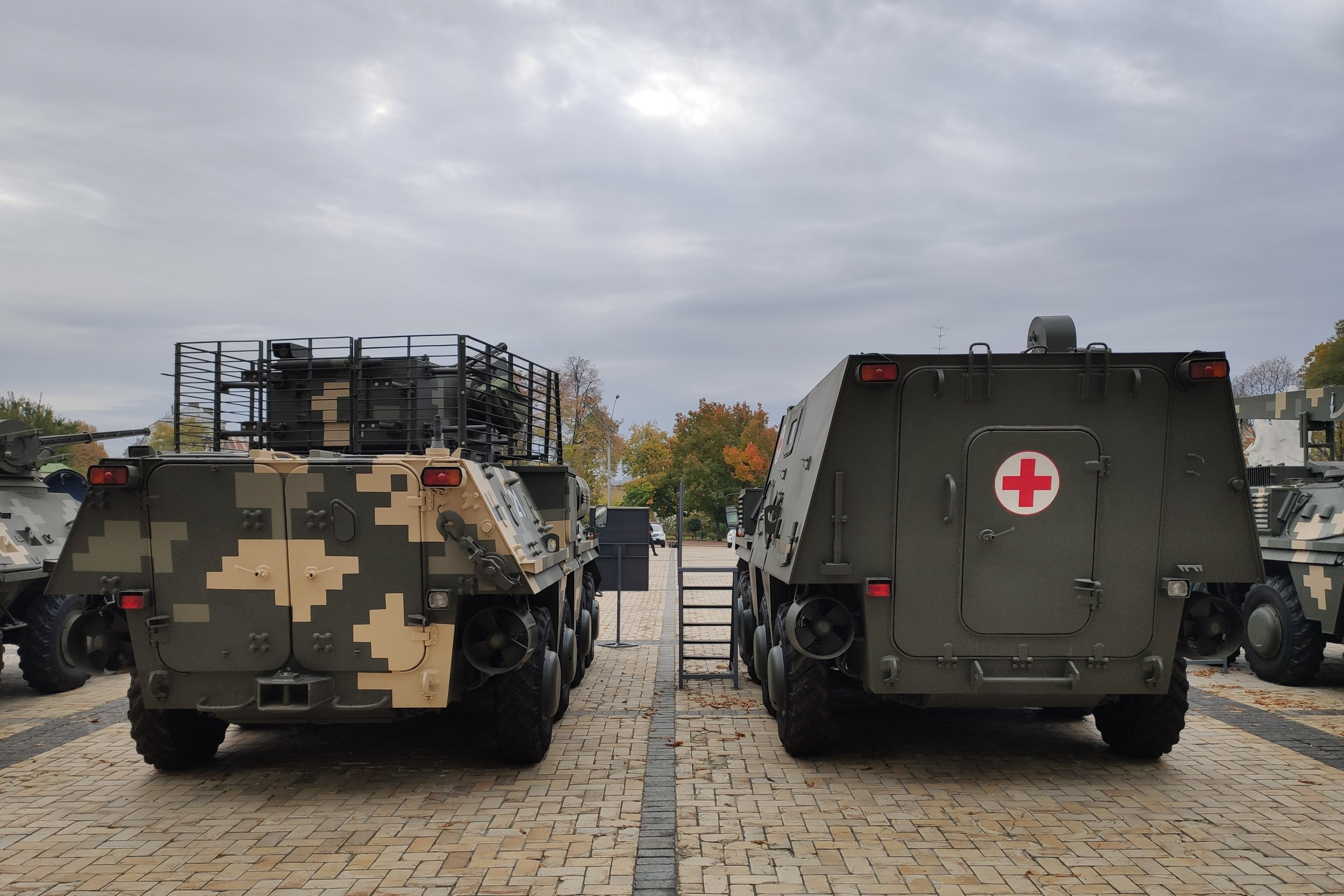
BTR-4E y BMM-4S.

### Actuales
- Ucrania

- Fuerzas Armadas de Ucrania — El Ministerio de Defensa hizo un pedido inicialmente por 10 vehículos, los que entraron en servicio en el 2009. En agosto del 2014 dos BMM-4S fueron ordenados, esperando su entrega para octubre del 2014.
- Ministerio de Asuntos internos de Ucrania — Desde el 25 de marzo de 2014 10 vehículos fueron transferidos a la recientemente creada Guardia Nacional. Al momento se cree que han sido entregados otros 40 vehículos a la GNU hasta julio del 2014.

- Irak

420 Unidades en todas las variantes.
- Indonesia

55 Unidades en el 2017. Recibidas 5 inicialmente, las que fueron destinadas a la Infantería de Marina de Indonesia, entregadas en el 2014.
- Kazajistán

100 Unidades
- Nigeria

5 BTR-4 para la Policía Federal de Nigeria.

### Posibles
- España

Se han presentado como candidatos al concurso con el que se espera dar el reemplazo operativo a los BMR de producción local.
- Macedonia del Norte

Se calcula que el pedido puede llegar a las 200 unidades.

## Historial de combate

### Guerra Ruso-ucraniana
- Invasión rusa de Ucrania de 2022[16]

### Vehículos similares
- Pandur II
- Boxer MRAV
- MOWAG Piranha
- Patria AMV
- VBCI
- / Nurol Ejder
- VBM Freccia
 Centauro B1
- BTR-90
- FNSS PARS
- BTR-3
- Stryker
 M1128 Mobile Gun System